# Chris Karrer
Christoph Karrer, detto Chris (Kempten, 20 gennaio 1947 – Kronach, 2 gennaio 2024), è stato un musicista, compositore e polistrumentista tedesco.

## Biografia
Nacque a Kempten il 20 gennaio 1947. Imparò a suonare il clarinetto e il sassofono all'età di 12 anni. Dopo aver conseguito l'Abitur studiò all'Accademia di Belle Arti di Monaco.
Karrer cofondò nel 1967, insieme a Peter Leopold, Dieter Serfas e altri, il gruppo Amon Düül, sull'onda del movimento studentesco. Il loro album di debutto del 1969 fu Phallus Dei, che conteneva canti "astratti" e largo uso di percussioni. Il gruppo si sciolse alla fine degli anni '70.
Entrò quindi negli Embryo, una band di jazz rock e world music, con la quale esplorò i suoni dell'oud e la musica ispirata al sufismo, influenzato da Sivan Perwer, Rabih Abou-Khalil e Abdul Wahab, che suonarono con lui. Successivamente si concentrò sulla chitarra flamenca. Dal 1980 al 1999 si propose come artista solista.
Compose musica per film tra cui Il viaggio a Niklashausen di Rainer Werner Fassbinder e  San Domingo di Hans-Jürgen Syberberg, che gli valse il Deutscher Filmpreis nel 1971.
Karrer morì il 2 gennaio 2024 per complicazioni da COVID-19, all'età di 76 anni.

## Discografia

### Album in studio
- 1980 – Chris Karrer (con Curt Cress)
- 1994 – Dervish Kiss (con Sivan Perwer e Rabih Abou-Khalil)
- 1996 – Sufisticated
- 1997 – The Mask (con Mani Neumeier e Christian Burchard)
- 1999 – Grandezza Mora